# احمد ایمن منصور
احمد ایمن منصور (عربی: أحمد أيمن منصور؛ زادهٔ ۱۳ آوریل ۱۹۹۴) بازیکن فوتبال اهل مصر است.
از باشگاه‌هایی که در آن بازی کرده‌است می‌توان به باشگاه فوتبال الداخلیه اشاره کرد.
وی همچنین در تیم ملی فوتبال زیر ۲۳ سال مصر، و مصر بازی کرده‌است.